# All Is Not Gold That Glitters (film 1910)
All Is Not Gold That Glitters è un cortometraggio muto del 1910 diretto da Bert Haldane.

## Trama
Scappata con un uomo ricco, una ragazza viene abbandonata. Il suo innamorato la ritrova.

## Produzione
Il film fu prodotto dalla Hepworth.

## Distribuzione
Distribuito dalla Hepworth, il film - un cortometraggio di 251 metri - uscì nelle sale cinematografiche britanniche nell'ottobre 1910.
Si conoscono pochi dati del film che, prodotto dalla Hepworth, fu distrutto nel 1924 dallo stesso produttore, Cecil M. Hepworth. Fallito, in gravissime difficoltà finanziarie, il produttore pensò in questo modo di poter almeno recuperare il nitrato d'argento della pellicola.